# Governo Sunila I
O governo Sunila I corresponde ao período da história política finlandesa que se inicia com a posse de Juho Sunila como primeiro-ministro, em 17 de dezembro de 1927. Foi um governo minoritário do Partido Agrário, que somente foi alcançado por um impasse entre os partidos burgueses e durou por 372 dias, tendo seu fim em 22 de dezembro de 1928.
A primeira gestão de Sunila como primeiro-ministro foi marcada por desafios políticos e econômicos cruciais durante um período pós-independência e pós-Primeira Guerra Mundial, por desafios diplomáticos com potências vizinhas, em especial, a União Soviética e pela formulação da ordem que regia as atividades parlamentares. Esta também foi a primeira vez em que Eemil Hynninen, Torsten Malinen e Sigurd Mattsson atuaram como ministros.
O governo acabou por causa de uma interpelação da oposição envolvendo as ações arbitrárias de alguns membros da guarda branca, uma milícia paramilitar.

## Composição
O governo Sunila I foi composto pelos seguintes ministros:
| Ministério                   | Ministro           | Período                                         | Partido         |
| ---------------------------- | ------------------ | ----------------------------------------------- | --------------- |
| Primeiro-ministro            | Juho Sunila        | 17 de dezembro de 1927 - 22 de dezembro de 1928 | Partido Agrário |
| Relações Exteriores          | Hjalmar J. Procopé | 17 de dezembro de 1927 - 22 de dezembro de 1928 | Independente    |
| Justiça                      | Torsten Malinen    | 17 de dezembro de 1927 - 22 de dezembro de 1928 | Independente    |
| Interior                     | Matti Aura         | 17 de dezembro de 1927 - 22 de dezembro de 1928 | Independente    |
| Defesa                       | Jalo Lahdensuo     | 17 de dezembro de 1927 - 22 de dezembro de 1928 | Partido Agrário |
| Finanças                     | Juho Niukkanen     | 17 de dezembro de 1927 - 22 de dezembro de 1928 | Partido Agrário |
| Educação                     | Antti Kukkonen     | 17 de dezembro de 1927 - 22 de dezembro de 1928 | Partido Agrário |
| Agricultura                  | Sigurd Mattsson    | 17 de dezembro de 1927 - 22 de dezembro de 1928 | Partido Agrário |
| Transportes e Obras Públicas | Eemil Hynninen     | 17 de dezembro de 1927 - 22 de dezembro de 1928 | Partido Agrário |
| Comércio e Indústria         | Pekka Heikkinen    | 17 de dezembro de 1927 - 22 de dezembro de 1928 | Partido Agrário |
| Assuntos Sociais             | Kalle Lohi         | 17 de dezembro de 1927 - 22 de dezembro de 1928 | Partido Agrário |